# Gynacantha andamanae
Gynacantha andamanae är en trollsländeart som beskrevs av Yeh och Veenakumari 2000. Gynacantha andamanae ingår i släktet Gynacantha och familjen mosaiktrollsländor. Inga underarter finns listade i Catalogue of Life.